# Бабаджанян, Ануш
Ануш Бабаджанян (арм. Անուշ Բաբաջանյան; род. 23 октября 1983, Ереван) — армянская фотожурналистка и основательница женского фотоколлектива 4Plus. Она наиболее известна своими документальными свидетельствами жизни в конфликтных зонах Кавказа .

## Биография
Ануш Бабаджанян училась в Кавказском институте массовой информации. В 2005 году Бабаджанян окончила программу курсов фотографии World Press Photo, организованную Рубеном Мангасаряном. В 2006 году она окончила Американский университет в Болгарии по специальности массовые коммуникации.

## Карьера
После окончания учёбы Бабаджанян работала подрядчиком службы мониторинга Би-би-си в Армении, после чего стала фотожурналисткой-фрилансером.
С 2008 года Бабаджанян начала фотографировать на улицах Еревана женщин, отличавшихся яркой и непринужденной одеждой. Из этого развился проект, который она назвала Inlandish (интравагантный), использовав неологизм-противопоставление слову outlandish (экстравагантный), в проекте она исследовала, как внутренняя жизнь женщин проявляется в их внешнем виде.
В 2009 году Бабаджанян начала проект по документированию выживших после землетрясения в Гюмри. Даже двадцать лет спустя почти 4000 семей жили в самодельных металлических лачугах, домиках. В них не было ни электричества, ни воды, и они были настолько ветхими, что новое землетрясение могло их разрушить. Её работы были выставлены в Ереване в декабре 2009 года.
Бабаджанян в 2013 году стала соучредительницей женского фотоколлектива 4Plus. Совместная выставка десяти фотографов «Мать Армения» стала одним из первых проектов 4Plus. Вдохновляясь и противопоставляясь статуей «Мать Армения» в ереванском парке Победы, которая символизирует почтение к женщинам, каждый из десяти фотопроектов раскрывает различные проблемы, с которыми сталкиваются женщины страны. Бабаджанян также начала долгосрочный проект, документирующий миграцию армянок на работу в Турцию.
В 2016 году Бабаджанян начала проект по документированию опыта сирийских армян, бежавших во время гражданской войны в Сирии в Ереван. Хотя правительство Армении приняло оперативные меры по предоставлению гражданства беженцам, их экономическое положение оставалось нестабильным: как рабочих мест, так и официального жилья не хватало. На фотографиях Бабаджанян показана домашняя жизнь беженцев. В частности, она показала важные артефакты, которые они принесли с собой, чтобы помнить о своей прошлой жизни. Вместе с Джоном Стэнмейером и Серрой Акджаном она запустила Bridging Stories, программу обучения фотографии для турок и армян, позволяющую делать снимки своей повседневной жизни и делиться ими в Instagram, чтобы способствовать взаимопониманию между их народами.
В 2017 году Бабаджанян путешествовала по Кот-д’Ивуару, где задокументировала веру людей в мистические силы близнецов. Одинаково одетые братья и сестры бродили возле мечетей, и прохожие давали им деньги в обмен на благословение. Серия фотографий была выставлена в Абиджане. Она также появилась в телевизионной программе Левисона Вуда «Из России в Иран», где она провела ведущего в Нагорный Карабах.